# NGC 5648
NGC 5648 este o infrared source⁠(d) situată în constelația Boarul. A fost descoperită în 19 martie 1787 de către William Herschel. Se află la o distanță de 59,98 de megaparseci de Pământ.